# Pafos (distrito)

Localização do distrito de Pafos

O Distrito de Pafos ou Paphos é um dos 6 distritos de Chipre. Sua cidade principal é Pafos. Todo o distrito é controlado pelo internacionalmente reconhecido governo de Chipre.